# Jairo Velasco (tennista 1947)
Jairo Velasco, Sr. (Bogotà, 9 maggio 1947) è un ex tennista colombiano.
Anche suo figlio Jairo Velasco è stato un tennista.

## Carriera
In carriera ha vinto due titoli di doppio, l'Austrian Open nel 1974, in coppia con il connazionale Iván Molina, e l'International Tennis Championships of Colombia nel 1979, in coppia con il messicano Emilio Montano. Nei tornei del Grande Slam ha ottenuto il suo miglior risultato all'Open di Francia raggiungendo le semifinali di doppio misto nel 1973, in coppia con la connazionale María-Isabel Fernández de Soto.
In Coppa Davis ha disputato 56 partite, vincendone 33 e perdendone 23. Per la sua costanza nel rappresentare il proprio paese nella competizione è stato insignito del Commitment Award.

## Statistiche

### Singolare

#### Finali perse (1)
| Numero | Anno             | Torneo                                                 | Superficie  | Avversario in finale | Punteggio |
| 1.     | 18 novembre 1979 | International Tennis Championships of Colombia, Bogotà | Terra rossa | Víctor Pecci         | 3-6, 4-6  |

### Doppio

#### Vittorie (2)
| Numero | Anno             | Torneo                                                 | Superficie  | Compagno       | Avversari in finale           | Punteggio          |
| 1.     | 21 luglio 1974   | Austrian Open, Kitzbühel                               | Terra rossa | Iván Molina    | František Pála Balázs Taróczy | 2-6, 7-6, 6-4, 6-4 |
| 2.     | 18 novembre 1979 | International Tennis Championships of Colombia, Bogotà | Terra rossa | Emilio Montano | Bruce Nichols Charles Owens   | 6-2, 6-4           |

### Doppio

#### Finali perse (5)
| Numero | Anno             | Torneo                              | Superficie  | Compagno      | Avversari in finale            | Punteggio     |
| 1.     | 24 marzo 1974    | Calgary Indoor, Calgary             |             | Iván Molina   | Jürgen Fassbender Karl Meiler  | 4-6, 4-6      |
| 2.     | 31 marzo 1974    | Salt Lake City Open, Salt Lake City |             | Iván Molina   | Jimmy Connors Vitas Gerulaitis | 6-2, 6-7, 5-7 |
| 3.     | 25 aprile 1977   | ATP Firenze, Firenze                | Terra rossa | Iván Molina   | Chris Lewis Russell Simpson    | 6-2, 6-7, 2-6 |
| 4.     | 12 novembre 1979 | Quito Open, Quito                   | Terra rossa | Iván Molina   | Álvaro Fillol Jaime Fillol     | 7-6, 3-6, 1-6 |
| 5.     | 8 febbraio 1981  | Mar del Plata Open, Mar del Plata   | Terra rossa | Ángel Giménez | David Carter Paul Kronk        | 7-6, 4-6, 0-6 |